# 歐陽峻彥
歐陽峻彥（1997年1月18日—），生於香港，香港足球運動員，司職守門員，現時效力香港丙組聯賽球會晨曦。

## 球會生涯
歐陽峻彥生於香港，港超聯球隊標準灝天將作客衛冕冠軍的東方龍獅，但賽前由於正選將蕭亮膝傷倦勤，而副選門將兼守門員教練張景驊考入海關並已入營受訓故未能上陣，由於標準灝天正鬧「守門員荒」，為解燃眉之急，球隊破格從青年隊提升五人賽青年守門員歐陽峻彥上陣。2016年11月2日，標準灝天在旺角大球場作客東方龍獅，由19歲小將歐陽峻彥正選把關，結果他在這90分鐘上了寶貴的一課，被東方球員迪高和麥基各建一功，加上西班牙外援洛迪古斯上演「大四喜」下，最終標準灝天以2–6不敵東方龍獅。2016年11月26日，標準灝天於元朗大球場作客九巴元朗，第二次為標準灝天上陣的歐陽峻彥表現已有改善，包括擋走元朗球員希堅奴的一次單刀球，不過最終標準灝天以0–4不敵 九巴元朗。

## 外部連結
- 香港足球總會網頁球員註冊資料 （页面存档备份，存于）